# Karl Schabrod
Karl Schabrod (* 19. Oktober 1900 in Perleberg; † 31. März 1981 in Düsseldorf) war ein deutscher kommunistischer Politiker.

## Leben und Wirken
Nach der Volksschule in Perleberg absolvierte Schabrod von 1915 bis 1918 eine Lehre im väterlichen Tischlereibetrieb. Im Jahr 1919 besuchte er für einige Monate die Kunstgewerbeschule in Leipzig und arbeitete anschließend bis 1927 in verschiedenen Städten im erlernten Handwerk.
Seit 1920 war Schabrod Mitglied im freigewerkschaftlichen Deutschen Holzarbeiterverband. Ab 1921 war er außerdem Mitglied der „Monistischen Jugend“ und Mitarbeiter von deren Vereinszeitschrift. Politisch gehörte er ab 1922 zunächst der SPD an und wechselte 1924 zur KPD. Für die Jugendorganisation dieser Partei, den KJVD, wurde er in der Folge aktiv. Daneben gehörte er von 1926 bis 1929 dem Rotfrontkämpferbund und dem Arbeiter-Turn- und Sportbund an. Von 1927 bis 1929 war er Redaktionslehrling der kommunistischen Bergischen Volksstimme in Remscheid und saß dort auch im Betriebsrat. Wegen politischer Differenzen musste Schabrod die Redaktion 1929 verlassen und arbeitete zeitweise als Schreiner. Von 1930 bis 1931 ging er zum Studium nach Moskau und arbeitete nach seiner Rückkehr als Redakteur der Düsseldorfer KPD-Zeitung Freiheit.
Nach dem Beginn der nationalsozialistischen Herrschaft wurde Schabrod bei einer Flugblattaktion Düsseldorfer Antifaschisten verhaftet und war bis 1934 im Konzentrationslager Börgermoor inhaftiert. Nach seiner Entlassung im Mai 1934 tauchte er im Ruhrgebiet unter, wurde im Juli 1934 erneut verhaftet und in der Steinwache in Dortmund eingeliefert und dort körperlich misshandelt. Im Dezember desselben Jahres fand ein Hochverratsprozess gegen Schabrod statt. Obwohl die Staatsanwaltschaft die Todesstrafe beantragt hatte, lautete das Urteil auf lebenslänglich. Bis 1945 saß er in den Zuchthäusern Werl und Münster, ehe er von den Amerikanern befreit wurde.

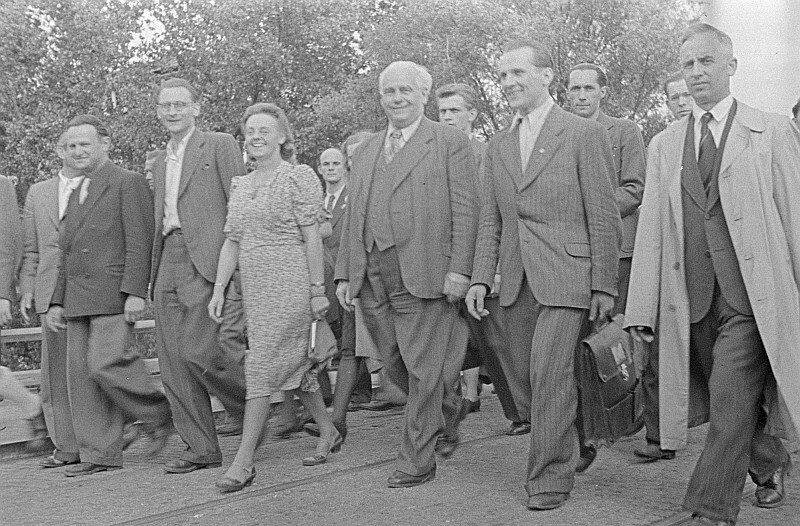
Während des I. Parlaments der FDJ im Juni 1946 (v. l. n. r.): Erich Glückauf, Paul Verner, Elly Winter, Wilhelm Pieck, Erich Honecker und Karl Schabrod.

Seit 1945 beteiligte sich Schabrod führend am Wiederaufbau der KPD im Ruhrgebiet und war bis 1946 hauptamtlicher Parteisekretär im Bezirk Niederrhein-Südwestfalen. Außerdem war er Lizenzträger der Zeitung Freiheit in Düsseldorf und zeitweise Chefredakteur. Daneben engagierte sich Schabrod in der Vereinigung der Verfolgten des Naziregimes. Außerdem war er von 1950 bis 1954 Mitglied des Stadtrates in Düsseldorf und zeitweise Fraktionsvorsitzender seiner Partei. Schabrod gehörte bereits dem Ernannten Landtag von Nordrhein-Westfalen von 1946 an. Dem gewählten Landesparlament gehörte er bis 1950 an. Dort war er von 1947 bis 1950 Fraktionsvorsitzender seiner Partei.
Nach dem KPD-Verbot von 1956 war Schabrod kurze Zeit als Schreiner tätig, danach war er zeitweise Angestellter des „Zentralrates zum Schutz demokratischer Rechte“ und von 1958 bis 1960 Herausgeber der Zeitschrift Freie Meinung. Im Jahr 1958 kandidierte Schabrod als unabhängiger Kandidat für die Landtagswahl in Nordrhein-Westfalen, geriet aber in Verdacht, verdeckt für die verbotene KPD tätig zu sein, und wurde anschließend zu neun Monaten Haft auf Bewährung verurteilt. Auch bei der Bundestagswahl von 1961 trat er als unabhängiger Kandidat an. Wegen Geheimbündelei wurde er zu mehr als zwei Jahren Gefängnis verurteilt und erhielt Berufsverbot als Journalist. Gleichzeitig wurde ihm sein Status als Verfolgter des NS-Regimes aberkannt. Im Jahr 1965 wurde das Berufsverbot aufgehoben. Seit 1968 gehörte er schließlich der DKP an und war Mitglied im Bezirksvorstand für Nordrhein-Westfalen.
Karl Schabrod ist Ehrenbürger der Stadt Perleberg und war mit Klara Schabrod (1903–1999) verheiratet.
Sein Grab befindet sich auf dem Düsseldorfer Nordfriedhof.